# Боецій
Блаженний Бое́цій, або Бое́тій (лат. Boethius; 480 — 524) — ранньосередньовічний італійський філософ, неоплатонік, математик, теоретик музики, християнський теолог. Автор багатьох філософських та наукових праць, найвідомішими з яких є «Розрада від філософії» (лат. De consolatione philosophiae) та «Про музику» (лат. De istitutione musica). Повне ім'я — Ані́цій Ма́нлій Торква́т Севери́н Бое́цій (лат. Anicius Manlius Torquatus Severinus Boethius).

## Життєвий шлях

### Походження і родина
За материнською лінією Боецій походив зі знатного римського роду Аніціїв. За найбільш поширеною в історіографії думкою, його батьком був консул, префект Рима і преторій Флавій Манлій Боецій. Ім'я Boethius ймовірніше за все походить з грецького βοηθός (помічник, заступник) і вказує на грецьке походження родини батька. Ім'я Severinus за однією версією є хрестильним ім'ям, за іншою – виступає вказівкою на можливий зв'язок з імператорською династією Северів. На думку Йоахима Грубера, ім’я Torquatus, яке інколи зустрічається в науковій літературі, було додано в пізніший період і не є достовірним.
Відомо, що ще в 487 році батько Боеція займав посаду консула, але невдовзі після того помер, тож хлопчик був взятий на виховання або всиновлений Квінтом Аврелієм Меммієм Симмахом– консулом 485 року, головою сенату і префектом Рима, одним із найбільш авторитетних державних діячів свого часу, великим знавцем і шанувальником грецької культури. Він і вселив юному Боецію глибоку любов до знань.

### Ранні роки та освіта
Достовірно невідомо, де Боецій здобував освіту. За досить поширеною версією французького дослідника П'єра Курселя, він навчався в Александрії або  Афінах, оскільки рівень філософської освіти в Римі того часу був досить невисоким. Згідно з іншою точкою зору, Боецій «міг отримати освіту, не покидаючи Італії, а його подорож в Александрію чи Афіни є просто легендою» (Г. Г. Майоров). Так чи інакше, у віці тридцяти років він вже набув слави різнобічно освіченої, ерудованої людини, що має глибокі знання грецької філософії.
Невдовзі після закінчення навчання Боецій одружився з донькою Симмаха Рустиціаною. Від цього шлюбу він мав двох синів —  Флавія Симмаха і  Флавія Боеція.

### Політична кар'єра
Про початок політичної кар'єри Боеція інформації майже немає. Відомо лише, що він досить рано стає сенатором, а в 510 р. — консулом. Боецій згадує про своє консульство в написаних у 510 р. коментарях до праці Аристотеля «Категорії», скаржачись на нестачу часу для наукової діяльності. Можна припустити, що наступні дванадцять років, про які ні він, ні його біографи не повідомляють, стали для нього часом зосередженої та плідної науково-літературної діяльності. Її результати були далеко не повністю відомі сучасникам, оскільки Боецій вирізнявся великою вимогливістю до себе як автора і не поспішав з публікацією своїх праць. Так чи інакше, про діяльність Боеція з 510 по 522 рр. можна лише будувати гіпотези. Імовірно, в цей період, внаслідок христологічних (теопасхитських) дискусій, що знову спалахнули в Римі у 512 р., він вперше заглиблюється в богословську проблематику, результатом чого стали написані в 519-523 рр. «теологічні трактати». У 522 р. відбувається новий злет політичної кар'єри Боеція. Теодоріх Великий призначає його на найвищий у королівстві адміністративний пост «магістра всіх служб» (magister officiorum), тобто фактично на пост першого міністра. Під час свого перебування на посаді Боецій підтримує розорених від податків та грабувань жителів провінцій, рятує від голодної смерті Кампанську провінцію, протистоїть зловживанням впливових придворних готів. Однак через свою прямодушність він не надто вписувався в повну інтриг атмосферу королівського двору. Його характеру не була властива політична гнучкість, якою, наприклад, володів Кассіодор, що дозволило останньому довгі роки перебувати при владі. Боротьба за справедливість та політична прямота невдовзі обернулися проти Боеція.

### Пізні роки і смерть

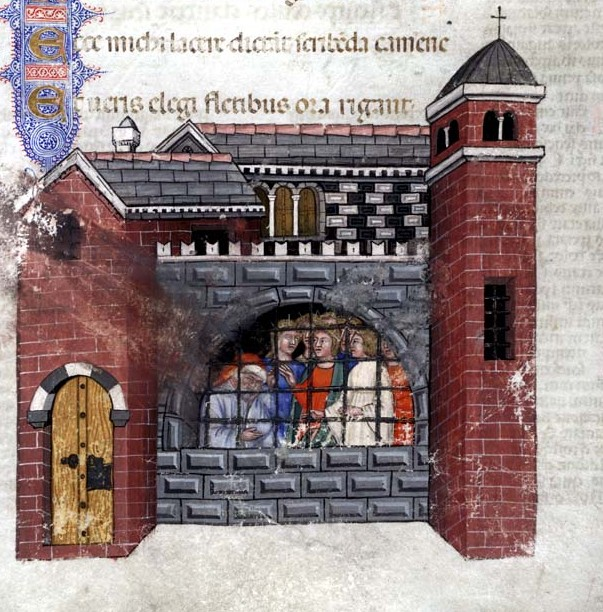
Боецій в ув'язненні. «Розрада від філософії». Рукопис 1385 року

У 523 (датування бургундського хроніста другої половини VI ст. Марія з Аванша) чи 524 році в результаті придворних інтриг Боецій був звинувачений у державній зраді, кинутий за ґрати і через один чи два роки страчений. Про те, як розгорталися події, можна скласти враження за розповідями самого Боеція в першій книзі «Розради від філософії» і за свідченнями однієї анонімної хроніки того часу, знайденої французьким істориком Анрі де Валуа в XVII ст. («Anonymus Valesianus»). Дещо з цього приводу повідомляє також Прокопій Кесарійський у «Війні з готами», написаній ним близько 550 р. Все почалося з донесення на одного впливового сенатора і екс-консула Альбіна, який, імовірно, входив у коло спілкування Боеція. Королівський референдарій (головний доповідач у справах двору) Кіпріан доповів Теодоріху про нібито існуюче таємне листування Альбіна з візантійським імператором Юстиніаном Першим, сам факт чого при тодішніх обставинах міг розглядатися як державна зрада. За донесенням слідував суд «священної консисторії», який відбувся у присутності короля і всього сенату у Вероні — другій резиденції Теодоріха. Боецій виступив на стороні захисту і заявив, що листи є підробкою, а свідчення Кіпріана неправдиві. У відповідь Кіпріан, як повідомляє анонім Валуа, звинуватив у змові проти короля також і Боеція. Його було заарештовано й відправлено у в'язницю в містечко Кальвенціано, що під Павією, де він і провів свої останні дні. Страті передував суд, що по суті був інсценуванням і проходив без участі Боеція. Його було звинувачено в цілій низці злочинів: змові проти влади, святотатстві, оскверненні святинь та зловживанні магією. Всі три свідки обвинувачення (Василій, Опіліон і Гауденцій) були людьми Кіпріана. Захисників у Боеція в суді не було, за винятком Симмаха, який невдовзі теж був звинувачений і страчений, увійшовши в історію як мученик за правду. Точна дата смерті Боеція невідома (в історіографії існує три версії: 524, 525 і 526 роки). Анонім Валуа повідомляє, що страті передували довгі катування.
Кенотаф (символічна гробниця) філософа знаходиться в павійській церкві Чель д'Оро.
Смерть Боеція справила глибоке враження на сучасників та нащадків. У Павії в епоху раннього середньовіччя існував культ Боеція як мученика церкви, який у 1883 році було узаконено Папою Львом XIII як місцевий культ Павійського діоцезу. У «Божественній комедії» Данте Боеція згадує дух Томи Аквінського:

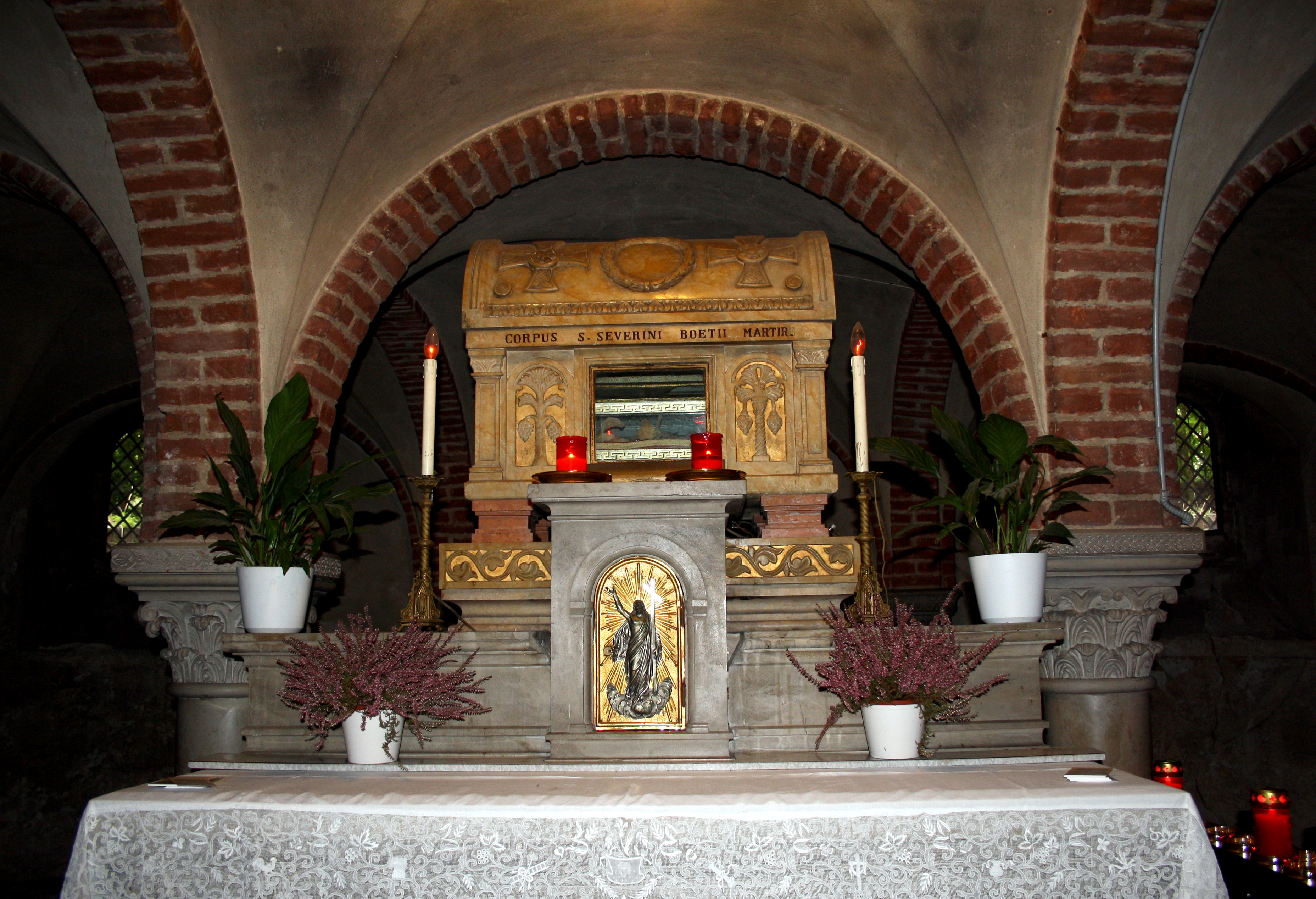
Гробниця Боеція, церква Чель д'Оро, Павія, Італія

А зараз думкою проглянь в просторі,
                   
Від сяйва в сяєво, хвалам услід,
І в восьмому уздриш великі зорі.
Радіючи на благ найменший слід,
Душа свята облуду в світі злому
Всім розкрива, хто терпить тьму обид.
Бо тіло, що її немає в ньому,
Лежить в Чельдавро, мученицька ж тінь
Блаженствує в спокої неземному.

                                                           [Рай, Пісня 10, 121-129]

## Творчість і наукова діяльність
Спадщина Боеція включає в себе більше двадцяти літературних творів, які можна розподілити на чотири тематичні групи: 
1) навчальні посібники з «вільних наук» ( artes liberales); 
2) твори з  логіки, переклади, коментарі і  трактати; 
3) теологічні праці; 
4) художньо-філософський трактат «Розрада від філософії».
У трактатах з дисциплін квадрівія –  арифметики («Основи арифметики», традиційна латинська назва -  «Libri II de institutione arithmetica») і музики («Основи музики» — «Libri V de institutione musica») Боецій передав європейській цивілізації методи й базові знання найкращих грецьких авторів (переважно  піфагорійців) у сфері «математичних» наук. Квадрівіальні підручники – найбільш ранні праці Боеція: традиційно вони датуються 500-506 роками.
Багато зробив Боецій і у сфері перекладів з грецької мови на латину найважливіших наукових трактатів давнини. Він переклав і супроводив коментарями праці Аристотеля «Категорії» (Praedicamenta – 2 переклади і коментарі створені після 510 р.), «Про тлумачення» (De interpretation – 3 переклади і коментарі після 516 р.), першу «Аналітику», «Топіку», «Софістичні спростування»(лише переклади; можливо, коментарі не збереглися). «Вступ у «Категорії» Аристотеля» Порфірія (Isagoge) Боецій прокоментував двічі (504–509 рр. — малий коментар; 510 р. — великий коментар). Крім того, він написав широкий коментар (у семи книгах) до невеликої праці  Цицерона «Топіка» (520-523 рр.).
Переклади Боеція інколи «переростають рамки жанру, перетворюючись у тлумачення, містять у собі оригінальні роздуми, поняття і терміни» (Г. Г. Майоров).
Метод інтерпретації оригінала сам Боецій визначав такими словами:
Сам я не следую покорно замыслам другого [автора] и не связываю сам себя строжайшим законом перевода, но, чуть свободней отклоняясь с чужого пути, ступаю не след в след. То, что у Никомаха говорится о числах пространно, я изложил с умеренной краткостью, а то, что изложено бегло и доходит до сознания с трудом, я раскрыл с помощью собственных скромных добавлений таким образом, что иногда для очевидности я пользовался и своими формулами и схемами. 

[Боецій, Основи арифметики, переклад з франц. Г.Г. Майорова]

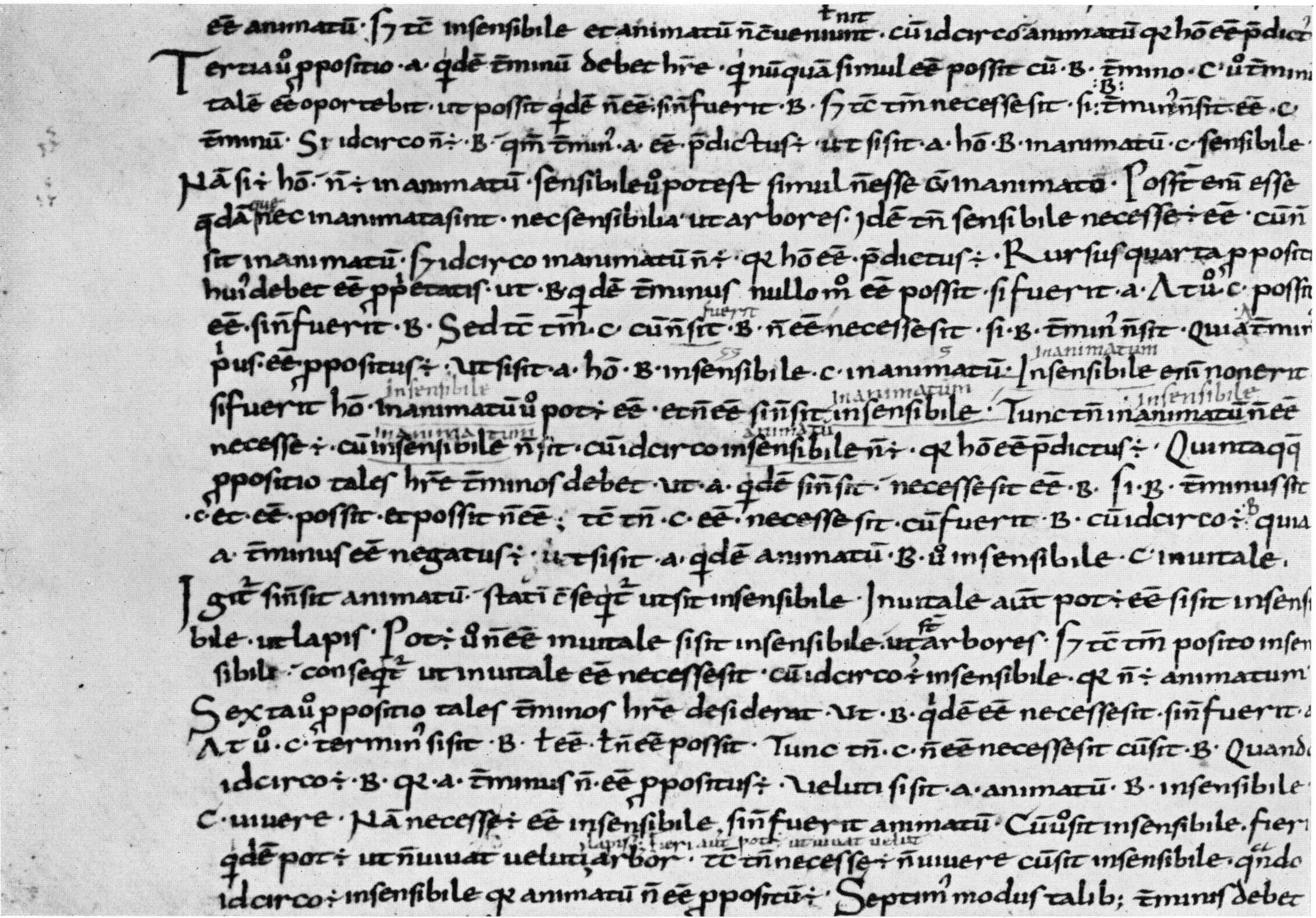
Боецій, Про гіпотетичний силогізм. Париж, N.A. Lat. 1611, fol. 43v

Значну цінність у навчальних трактатах (переважно компілятивних) являють собою також  інтерполяції античних джерел. 
Власні праці Боеція з логіки (діалектики):
- Про категоричний силогізм (De syllogismo categorico; 505–506)
- Про ділення (De divisione; 515–520).
- Про гіпотетичний силогізм (De hypotheticis syllogismis; 516–522)
- Про відмінності в топіках (De topicis differentiis; 522–523)
- Вступ до категоричних силогізмів (Introductio ad syllogismos categoricos; інша назва Liber ante praedicamenta; близько 523).

Боецій є також автором цілої низки теологічних праць: «Про Трійцю» («De Trinitate», 520–21 рр.), «Чи проголошують Отець і Син і Святий Дух Божественність субстанціально» («Utrum Pater et Filius et Spiritus Sanctus de divinitate substantialiter praedicentur»), «Про седмиці» («De hebdomadibus», 518–20 рр.), «Про католицьку віру» («De fide catholica», до 513 р.), «Проти Євтіхія і Несторія» («Contra Eutychen et Nestorium», близько 513 р.).

### «Розрада від філософії»

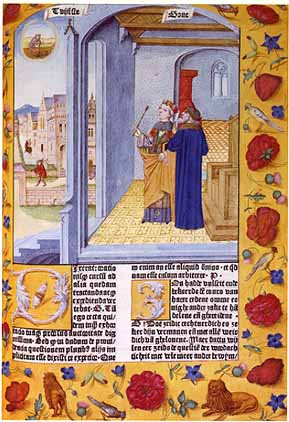
Боецій і філософія. Інкунабула 1485 року

В очікуванні страти Боецій написав (у прозі й віршах) свій головний твір «Розрада від філософії» (лат. De consolatione philosophiae), який став однією з найпопулярніших книг пізньої античності та Середньовіччя і вчинив значний вплив на європейську літературу. Автор «Розради» старався вирішити проблему поєднання  свободи волі з задумом Бога. З одного боку, якщо Бог може все передбачити, то свободи волі не існує. З іншого – якщо свобода людини все ж існує, це підриває здатність Бога передбачувати майбутнє. Це протиріччя Боецій пояснює тим, що знання Богом наших майбутніх дій, їх передбачення не є необхідною причиною самих цих дій. Боецій наставляє читача ухилятися від злого і натомість серцем прагнути до добра, а розумом – до істини. 
У цій праці Боецій також християнізував концепцію колеса фортуни (лат. Rota Fortunae):
Я знаю як Фортуна найбільш приязна та приваблююча для тих, кого хоче обманути, доки вона не переповнить їх смутою нестерпимою, покинувши, коли вони найменше того очікують… Ти намагаєшся зупинити силу обертання її колеса? О, нерозумний смертний, якби би Фортуна зупинилась, вона б більше не була Фортуною.
[Боецій, «Розрада від філософії», переклад Андрія Содомора]
За оспівування величі Бога і людської гідності видатний британський історик XVIII ст. Едвард Гіббон назвав працю «Розрада від філософії» «золотою книгою».

## Значення Боеція у світовій історії
Своєю творчістю Боецій зробив великий внесок у розвиток науки та літератури, поширення філософії, що згодом знайшло відображення у формуванні основ  середньовічної університетської освіти. Безперечно, значну цінність мають також його теологічні праці, в яких було поєднано класичні уявлення античної філософії та християнські цінності. 

## Видання праць Боеція в оригіналі

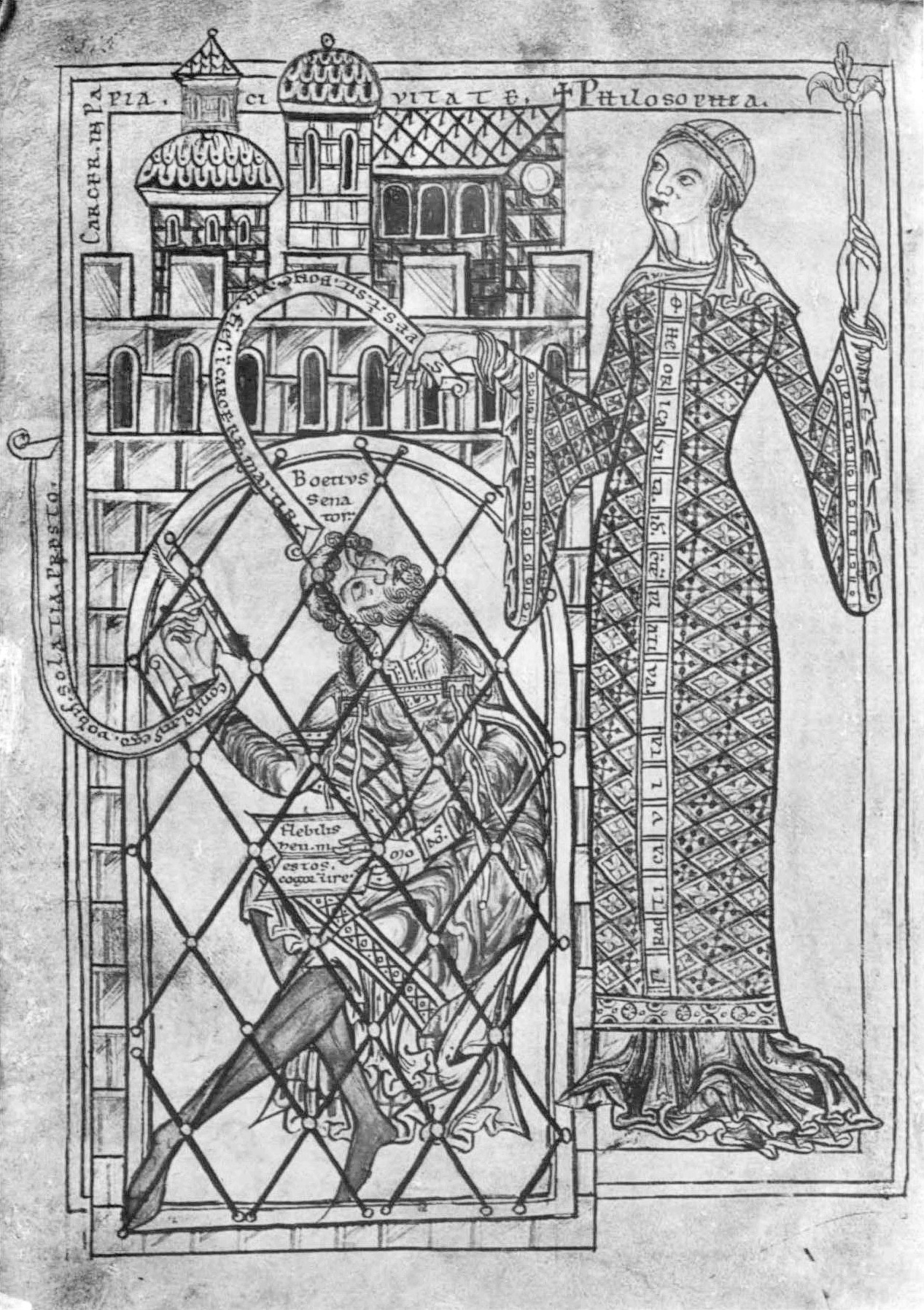
Персоніфікована Філософія відвідує Боеція у в'язниці. Ілюстрація з латинського манускрипту 1200 року

Перше повне зібрання творів Боеція було виконане братами Форлівіо у Венеції в 1492 році.
Видання XIX–XXI століть:
- Manlii Severini Boetii opera omnia, ed. J.-P. Migne // PL 64. Parisiis, 1847.
- Boetii De institutione arithmetica libri duo // Gottfried Friedlein. Anicii Manlii Torquati Severini Boetii De institutione arithmetica libri duo: De institutione musica libri quinque. Accedit geometria quae fertur Boetii. Lipsiae, 1867
- Boetii De institutione musica libri quinque // Gottfried Friedlein. Anicii Manlii Torquati Severini Boetii De institutione arithmetica libri duo: De institutione musica libri quinque. Accedit geometria quae fertur Boetii. Lipsiae, 1867
- Boethii Philosophiae consolatio, ed. Ludouicus Bieler // Corpus christianorum, series latina XCIV. Turnholt: Brepols, 1957
- Boèce. Institution arithmétique. Texte établi et traduit par Jean-Yves Guillaumin. Paris: Les Belles Lettres, 2002. XCV, 431 p.
- De consolatione philosophiae. Opuscula theologica, ed. Claudio Moreschini // Bibliotheca scriptorum Graecorum et Romanorum Teubneriana. Berlin, New York: De Gruyter, 2005
- De syllogismo categorico: Critical edition with introduction, translation, notes and indexes, ed. C. T. Thörnqvist // Studia Graeca et Latina Gothoburgensia 68. Gothenborg, 2008.
- Introductio ad syllogismos categoricos: Critical edition with introduction, commentary and indexes, ed. C. T. Thörnqvist // Studia Graeca et Latina Gothoburgensia 69. Gothenborg, 2008.

## Переклади

Dialectica, 1547

### Українською мовою
- Боецій С. Розрада від філософії. — Київ: Основи, 2002. — 146 с.
- Боецій С. Розрада від філософії / Пер. з лат. А. О. Содомори, передм. В. В. Кондзьолки, прим. і покажч. Р. Паранька. — 2-е, випр. і доп. — Львів: Апріорі, 2019. — 208 с. — 1000 прим. — ISBN 978-617-629-518-1.
- Аніцій Манлій Северин Боецій. Теологічні трактати / Пер. з латини й коментарі Р. Паранька. — Львів: Видавництво УКУ, 2007. — хіі+148 с.

### Російською мовою
- Аниция Манлия Торквата Северина Боеция. Утешение философское. / Пер. иеромонаха Феофилакта Русанова. СПб.: 1794. VI, 188 стр.
- Памятники средневековой латинской литературы IV—IX вв. — М.: Наука, 1970. — 444 с
- Боэций. «Утешение философией» и другие трактаты. / Сост., автор статьи о Боэции и отв. ред. Г. Г. Майоров; перевод В. И. Уколовой и М. Н. Цейтлина (Серия «Памятники философской мысли»). М., Наука. 1990. 416 стр.; 2-е изд.: М.: Наука. 1996. 355 стр.
- Введение в категорические силлогизмы. // Вопросы философии. 1999. № 1.
- Аниций Манлий Торкват Северин Боэций. Комментарий к «Категориям» Аристотеля. / Пер. А. В. Аполлонова. // Антология средневековой мысли. Т. 1. СПб, 2001. С. 113—160.
- А. М. С. Боэций. Основы музыки / Подготовка текста, перевод с латинского и комментарий С. Н. Лебедева. — М.: Научно-издательский центр «Московская консерватория», 2012. — xl, 408 с. — ISBN 978-5-89598-276-1.

### Англійською мовою
- Theological tractates and The Consolation of Philosophy, translated by H.F.Stewart // The Loeb Classical Library, vol. 74. London : Heinemann, 1918.
- Boethius. The Consolation of Philosophy. Translated by P.G. Walsh. Oxford; New York: Oxford University Press, 1999. ISBN 0198152280.
- Boethius. Consolation of Philosophy. Translated, with introduction and notes, by Joel C. Relihan. Indianapolis: Hackett, 2001. xxxiii, 216 p. ISBN 0-87220-583-5.